# Ced Ride
Ced Ride, de artiestennaam van Cedric Ridderplaat (Willemstad, 14 juli 1944 – aldaar, 14 juli 2021), was een Curaçaos zanger, songwriter, dichter en kunstschilder. Ced Ride was echter vooral bekend als zanger van het Curaçaose luisterlied. Hij zong uitsluitend in het Papiaments en heeft hier faam mee verworven op de ABC-eilanden. 

## Biografie
Ced Ride werd geboren in het stadsdeel Otrobanda, in de wijk Cartagena, als zoon van Pascual en Lourdes Ridderplaat. Het gezin bestond uit negen kinderen: vijf jongens en vier meisjes. Zijn vader, hoofdbouwopzichter in overheidsdienst, was zijn grote voorbeeld. 

## Carrière
Ced Ride begon zijn muzikale loopbaan op elfjarige leeftijd als zanger in het kerkkoor onder leiding van Richard Simon. Ook speelde hij in een band met uit blikjes gemaakte instrumenten. In de jaren zestig van de 20ste eeuw trad hij op in de bands Sonora Antilliana en Estrellas del Caribe.
Na het overlijden van zijn vader in 1965 droeg hij het lied "Navidad sin Padre" (Vaderloze Kerst) aan hem op. Dit lied werd een hitnummer en is een klassieker onder de Antilliaanse kerstliederen. Tot de bekende nummers van Ced Ride behoren onder meer: Mi Pais, Doktor, Buchi Fil, Kupido, Mi'n Ke Bo Mas, Mama e flor di mas bunita (met Boy Thodé) en Huntu (met George Willems).
Naast de landstaal Papiaments was Ced Ride tevens gehecht aan eigen geschiedenis, zoals blijkt uit het nummer Buchi Fil. Dit lied verhaalt over de slavernij en is gebaseerd op het gedicht "Balada di Buchi Fil" van Pierre Lauffer. Op 23 oktober 2018 gaf Ced Ride een concert ter gelegenheid van zijn 60-jarig jubileum als zanger.

### Schilderijen
In zijn schilderijen liet Ced Ride zijn voorliefde voor het eiland Curaçao blijken. Van 28 tot en met 30 juni 2013 heeft hij deelgenomen, als een van de 35 kunstenaars, aan het record voor het schilderen van een ruim twee kilometer lang schilderij dat werd gehouden in Willemstad op Curaçao. Ced Ride's aandeel had vooral betrekking op de afschaffing van de slavernij. Van 12 tot en met 25 oktober 2018 werd een serie acrylschilderijen getoond in de solotentoonstelling Estríktamente Personal (Strikt Persoonlijk) in museum Landhuis Bloemhof. Daarin heeft Ride getracht het bewustzijn van het menselijke bestaan in het universum en de verschillende lagen van bewustzijn, in beeld vast te leggen.

## Overlijden
Ced Ride overleed op 14 juli 2021, zijn verjaardag, in het Curaçao Medical Center te Willemstad op Curaçao. Hij werd 77 jaar.

## Discografie

### LP's[8][9]
- Den Dje - Right In It (1978)
- Traces (1983)
- Ava & Gabriel (1990)
- Ta Yu Kòrsou mi ta (1998)
- Maestro Amor (2008)
- Biña Mas Bieu Mas Bon

### CD's
- Poeta Kanta

## Onderscheidingen
- 1969 - Eerste winnaar van de Tambu di Oro-prijs voor de compositie "Navidad sin Padre"[10]
- 1973 - Tweede plaats op het "Festival Voz di Oro Antilliano" met het liedje If we only have love.
- 4 november 1973 - Winnaar van het internationale "Festival de la Voz y la Canción" te Puerto Rico met het lied Let the music play.[11]
- 1999 - Cola Debrotprijs - uitgereikt voor zijn bijzondere prestaties op het gebied van muziek.
- 2004 - Premio José María Heredia, hoogste culturele onderscheiding van Santiago de Cuba - voor zijn verdiensten als artiest, beschermer van de Antilliaanse cultuur en de Papiamentse taal, en voor zijn cultureel contact met Cuba.[12]
- 2004 - Tapushi di oro - uitgereikt voor zijn bijdrage aan de Papiamentse taal.
- 2 juli 2021 – Kruis van Verdienste - Uitgereikt tijdens de viering van Dia di Bandera[13]